# Văn hóa Lê–Mạc
Văn hóa Lê–Mạc (hoặc được khái quát hóa lên là Thời đại Lê–Mạc hay cụ thể hơn nữa là Thời kỳ chuyển giao Lê–Mạc) là một khái niệm mang tính tổng hợp dùng để chỉ những đặc trưng văn hóa của hai triều đại quân chủ nối tiếp nhau trong lịch sử Việt Nam. Cũng gần giống thời kỳ Lý–Trần (1009–1400) trước đó, nhà Mạc soán ngôi nhà Lê sơ (1527) sau những toan tính chính trị và quân sự đầy khôn ngoan của một viên tướng tài đồng thời là đại thần dưới triều Hậu Lê - Mạc Đăng Dung. Sự ra đời của nhà Mạc được nhiều nhà nghiên cứu ngày nay xem là giải pháp lịch sử tất yếu sau hơn 20 năm đại loạn của xã hội cũng như chính trường Đại Việt cuối thời Lê. Văn hóa Lê–Mạc và văn hóa Lý–Trần là hai thời kỳ văn hóa đặc biệt quan trọng, mang tính chất đặt nền trong lịch sử văn hóa của Việt Nam. Hai thời kỳ văn hóa có tính chất bản lề này cách quãng nhau bởi một giai đoạn cầm quyền ngắn ngủi vài năm của nhà Hồ (1400–1407), kéo dài thêm vài năm nữa bởi nhà Hậu Trần (1407–1414) nhưng chịu ảnh hưởng bao trùm bởi 20 năm dưới ách đô hộ khắc nghiệt của quân Minh xâm lược (1407–1427). Và như vậy văn hóa Lê–Mạc (1428–1592) còn mang tính chất như giai đoạn phục hồi và định hướng lại văn hóa Đại Việt sau gần 30 năm khủng hoảng và mất mát trầm trọng trước đó. Con số 30 năm mang tính ước lệ ở đây là chưa tính đến thời kỳ suy thoái từ từ về nhiều mặt của nhà Trần kể từ sau các cuộc kháng chiến chống Nguyên-Mông xâm lược dù kết thúc bằng thắng lợi trên trận địa.
Khác với Trần Thủ Độ, Mạc Đăng Dung (Mạc Thái Tổ) sau khi lên ngôi đã tỏ ra khoan dung và nương tay hơn nhiều trong cách đối xử với con cháu họ Lê. Cũng giống như khi họ Trần thay họ Lý cai trị, họ Mạc có gốc xứ Đông khi cầm quyền đã cho thấy mức độ tôn trọng rất cao những di sản kiến trúc và văn hóa của thời Lê sơ để lại. Dù có xung đột lịch sử sâu sắc với các dòng họ thế phiệt Lê–Trịnh–Nguyễn gốc xứ Thanh nhưng về nhiều mặt, nhà Mạc vẫn kế thừa nguyên vẹn phần lớn di sản văn hóa chính trị của nhà Hậu Lê như nhà Trần đã kế thừa nhà Hậu Lý. Nho giáo (đặc biệt là Tống Nho) thời Lê–Mạc đạt tới đỉnh cao quyền lực chưa từng thấy ở những thời kỳ trước đó trong lịch sử Việt Nam, ngay cả ở thời Lý–Trần. Tuy nhiên, nhà Mạc khoan dung và cởi mở hơn hẳn nhà Hậu Lê trong chính sách tôn giáo tín ngưỡng. Bởi vậy ở thời Mạc, Phật giáo đã có một cuộc chấn hưng hoặc hồi sinh mạnh mẽ chưa từng có kể từ sau thời đại Lý–Trần. Đây là đặc điểm đã được nhiều học giả (trong đó có Trần Lâm Biền và Trần Quốc Vượng) nghiên cứu sâu.
Nhiều nhà nghiên cứu cho đến nay thường lấy cuộc xâm lược của nhà Minh đối với triều Hồ là lý do chính cho nhiều mất mát về văn hóa của Đại Việt từ thời Lý–Trần, trong đó có nhiều trước tác thơ văn giá trị không để lại gì ngoài tiêu đề và có thể là một vài dòng mô tả nội dung của các học giả đời sau. Nhưng cũng cần phải nhớ rằng, so với thời kỳ Lý–Trần ngót 400 năm thì thời kỳ Lê–Mạc gần 170 năm còn được hưởng số năm bình yên ít hơn nhiều. Những biến cố chính trị đầu thời Lê sơ (như thảm án Lệ Chi viên khiến Nguyễn Trãi bị xử tru di tam tộc và nhiều trước tác thơ văn của ông bị tiêu hủy) rồi hơn 20 năm đại loạn ở thời kỳ nhà Lê sơ đã ở tận cùng suy thoái cho tới những giai đoạn Lê–Mạc giao tranh ác liệt trong thế kỷ 16 và còn cả thời kỳ nhà Lê–Trịnh (Lê trung hưng) tàn phá không nương tay những di sản của triều Mạc để lại sau năm 1592 cũng đã khiến không ít những công trình văn hóa quan trọng xung quanh vùng đồng bằng Bắc bộ bị mất đi vĩnh viễn. Vậy nhưng, xét riêng trong các lĩnh vực sáng tác thơ văn và khảo cứu học thuật thì trước tác còn lưu lại đến ngày nay của thời đại Lê–Mạc với chưa đầy 170 năm vẫn có sự vượt trội hơn hẳn cả về lượng và chất so với di sản trước tác của tất cả các thời kỳ trước đó trong lịch sử Việt Nam (gộp lại), bao gồm cả thời kỳ gần 400 năm của nền văn học Lý–Trần. Việc sáng tác thơ văn bằng tiếng mẹ đẻ (tức tiếng Việt) sử dụng chữ Nôm của người Việt (còn được gọi là người Kinh) đã có những bước đi chập chững đáng ghi nhận ở thời kỳ Lý–Trần nhưng chỉ thực sự tạo ra những bước đột phá vững chắc đầu tiên trong thời đại Lê–Mạc. Điển hình là 3 tập thơ Nôm còn được lưu truyền đến ngày nay bao gồm Quốc âm thi tập của Nguyễn Trãi, Hồng Đức quốc âm thi tập của vua Lê Thánh Tông cùng các triều thần, và Bạch Vân quốc ngữ thi tập của Nguyễn Bỉnh Khiêm. Đây thực sự là những thành tựu có ý nghĩa rất trọng đại với nền văn học dân tộc bởi vì như nhà nghiên cứu văn hóa Vũ Khiêu (1985) đã nhận xét rằng "suốt bao nhiêu thế kỷ học chữ Hán và làm thơ bằng chữ Hán, các nhà trí thức Việt Nam trước những khó khăn về ngôn từ và thể loại đã lẩn tránh việc cố gắng làm thơ bằng tiếng mẹ đẻ."
Những tên tuổi nổi bật trong thơ văn, học thuật của thời kỳ Lê–Mạc có thể kể ra như: Nguyễn Trãi, Lý Tử Tấn, Ngô Sĩ Liên, Lê Thánh Tông (cùng với hội Tao đàn Nhị thập bát Tú), Thái Thuận, Lương Thế Vinh, Nguyễn Dữ (cũng đôi khi được gọi là Nguyễn Dư hay Nguyễn Tự), Nguyễn Bỉnh Khiêm, Dương Văn An, Hoàng Sĩ Khải, Phùng Khắc Khoan. Một vài người trong số này, điển hình như Nguyễn Trãi và Nguyễn Bỉnh Khiêm có thể được xem là những tác gia văn học thực sự lớn đầu tiên của Việt Nam. Và về nhiều phương diện, họ có thể được xem là những tác gia tập đại thành đầu tiên của nền thơ ca Việt Nam. Đó là những người mà tác phẩm của họ có sự dồi dào về số lượng, phong phú về thể tài và có ảnh hưởng quan trọng đến tiến trình phát triển của một nền văn học mang tính dân tộc. Một yếu tố quan trọng nữa ở các tác gia này là phần lớn tác phẩm của họ vẫn còn được lưu truyền qua nhiều biến động của lịch sử để hậu thế ngày nay có thể nghiên cứu và đánh giá một cách tương đối toàn diện về sự nghiệp văn chương của họ.
Trong thời kỳ Lê–Mạc, vai trò về văn hóa tư tưởng, văn học nghệ thuật, chính trị, kinh tế của xứ Đông hay trấn Hải Đông (một tiểu vùng văn hóa cổ mà vành đai trung tâm nằm trong hai tỉnh thành Hải Dương và Hải Phòng ngày nay, ngoài ra cũng bao gồm một phần của Hưng Yên và Quảng Ninh) đối với lịch sử Việt Nam là đặc biệt quan trọng với những nhân vật có ảnh hưởng lớn như Nguyễn Trãi, Vũ Hữu, Mạc Đăng Dung, Nguyễn Dữ, Nguyễn Bỉnh Khiêm, Đặng Huyền Thông. Sau thời Lê–Mạc, vai trò hàng đầu về văn hóa của xứ Đông trong lịch sử Việt Nam dần suy yếu, đồng thời chứng kiến sự trỗi dậy mạnh về văn hóa của một số tiểu vùng khác như xứ Sơn Nam và xứ Nghệ. Cũng sau thời Lê–Mạc, vai trò tiên phong dẫn đường của xứ Đông đối với việc sáng tạo thơ văn trong lịch sử văn học Việt Nam (với những đại diện tiêu biểu như Nguyễn Trãi, Nguyễn Dữ, Nguyễn Bỉnh Khiêm) phải chờ cho đến thời của nhóm cách tân văn chương Tự Lực Văn Đoàn (gồm những thành viên trụ cột có gốc gác xứ Đông như Nhất Linh, Khái Hưng, Hoàng Đạo, Thạch Lam) mới một lần nữa lặp lại ở thế kỷ 20.
Trong lĩnh vực tạo tác gốm sứ, yếu tố minh văn (thường bằng chữ Hán) khắc trên sản phẩm là một trong những đặc trưng dễ nhận diện của đồ gốm sứ thời Lê–Mạc so với những thời đại trước đó, đặc biệt là thời kỳ Lý–Trần. Hai trung tâm sản xuất đồ gốm sứ nổi tiếng nhất trong thời kỳ Lê–Mạc là Chu Đậu và Bát Tràng. Hai gia tộc nghệ nhân gốm Chu Đậu họ Bùi và họ Đặng (nổi danh nhất có Đặng Huyền Thông) ở xứ Đông là thuộc số những dòng họ tạo tác gốm sứ danh tiếng nhất trong thời kỳ Lê–Mạc.
Trong lĩnh vực kiến trúc tâm linh, nhiều nhà nghiên cứu có chung nhận định rằng ngôi đình làng Việt Nam có khả năng xuất hiện sớm nhất vào thời Lê sơ (thế kỷ XV) để rồi thực sự định hình trong thời Mạc (thế kỷ XVI).
Xét về nhiều mặt (đặc biệt là về tôn giáo tín ngưỡng, chính trị, kinh tế, văn học - nghệ thuật), văn hóa thời Lê–Trịnh kể từ đầu thế kỷ 17 trở đi và cả thời Nguyễn kể từ đầu thế kỷ 19 trở đi là sự kế thừa và phát triển của nền văn hóa Lê–Mạc đã đạt tới đỉnh cao trước đó.
Về mặt trái của văn hóa Lê–Mạc là thể chế chính trị - xã hội Nho giáo trung ương tập quyền cao của thời đại gần 170 năm này dường như có xu hướng tạo ra nhiều quân vương cai trị hiếu sát quá mức cần thiết (thậm chí xuất hiện những hôn quân, bạo chúa) nếu so với thời kỳ Lý–Trần ngót 400 năm khi mà Phật giáo vẫn giữ vị thế dẫn dắt tư tưởng - tín ngưỡng của tầng lớp cai trị.
Nối tiếp thời kỳ Lý–Trần và thời thuộc Minh, thời kỳ văn hóa Lê–Mạc cơ bản kết thúc sau khi thế kỷ 16 khép lại. Sự kết thúc này cũng đồng thời đánh dấu chấm dứt cả một thời kỳ gần như liên tục trên một nghìn năm có lẻ khi ảnh hưởng ngoại lai đáng kể nhất với văn hóa Việt Nam đến từ trung tâm truyền thống là Hoa-Hán ở phương Bắc. Bởi vì sau thời kỳ văn hóa Lê–Mạc (chủ yếu bắt đầu từ thế kỷ 17 trở đi), với sự cai trị thực quyền của các chúa Trịnh ở Đàng Ngoài và chúa Nguyễn ở Đàng Trong (dù cả hai họ Trịnh và Nguyễn cầm quyền trên danh nghĩa vẫn "xưng thần" với vua nhà Lê Trung hưng) thì văn hóa Việt Nam lần đầu tiên có sự tiếp xúc ở mức độ đáng kể và tương đối cởi mở, chủ động với những nền văn hóa phi Hoa-Hán, trong đó có sự tiếp xúc giữa văn hóa Việt – Nhật và đặc biệt là Việt – Âu (chủ yếu thông qua các đoàn thương thuyền châu Âu và những giáo sĩ Dòng Tên). Có ba sự kiện quan trọng ảnh hưởng lâu dài về nhiều mặt đến lịch sử Việt Nam về sau, xảy ra gần như ngay sau khi thời kỳ văn hóa Lê–Mạc khép lại. Sự kiện thứ nhất: sự phân liệt hai xứ Đàng Trong – Đàng Ngoài chính thức bắt đầu với những cuộc xung đột quân sự Trịnh – Nguyễn đầu tiên được sử sách ghi nhận. Sự kiện thứ hai: sự truyền bá của Đạo Thiên chúa, cụ thể hơn là Công giáo La Mã, lần đầu tiên ở quy mô đáng kể trên dải dất chữ S bắt đầu từ thể kỷ 17 trở đi, dù trước đó đã có vài nỗ lực truyền giáo được ghi nhận của các giáo sĩ phương Tây rải rác trong thế kỷ 16, thường lấy mốc thời gian bắt đầu từ năm 1533. Sự kiện thứ ba: sự hình thành sơ khai của bộ ký tự Latin về sau được gọi là chữ Quốc ngữ dùng để ghi âm tiếng Việt, với vai trò tiên phong của những giáo sĩ Dòng Tên người Bồ Đào Nha, người Italia và đặc biệt là của A Lịch Sơn Đắc Lộ (với hai cuốn sách Từ điển Việt–Bồ–La và Phép giảng tám ngày được xuất bản lần đầu tại Roma năm 1651).

## Hình ảnh

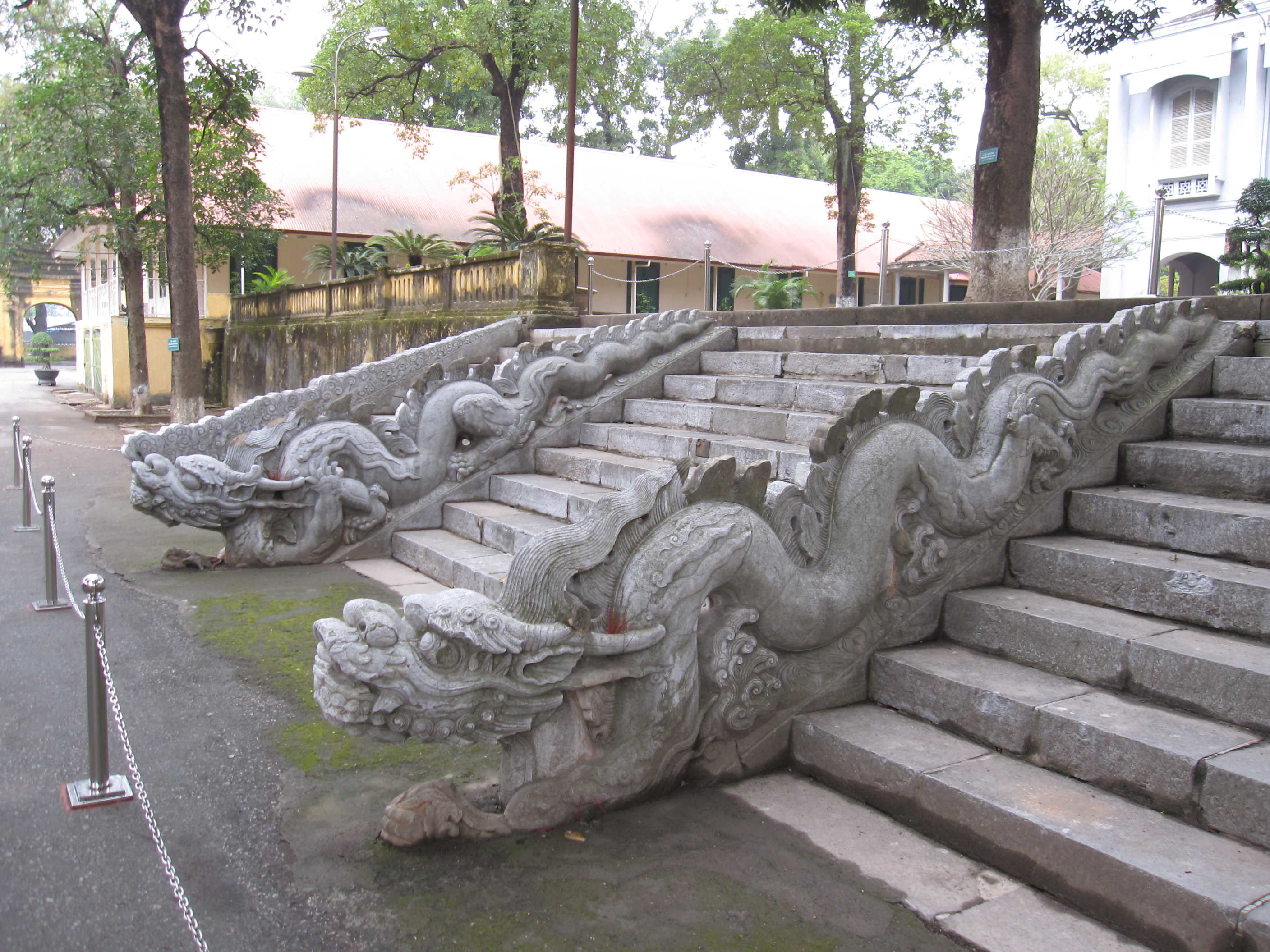
Rồng đá Điện Kính Thiên được xây thời Lê Thánh Tông
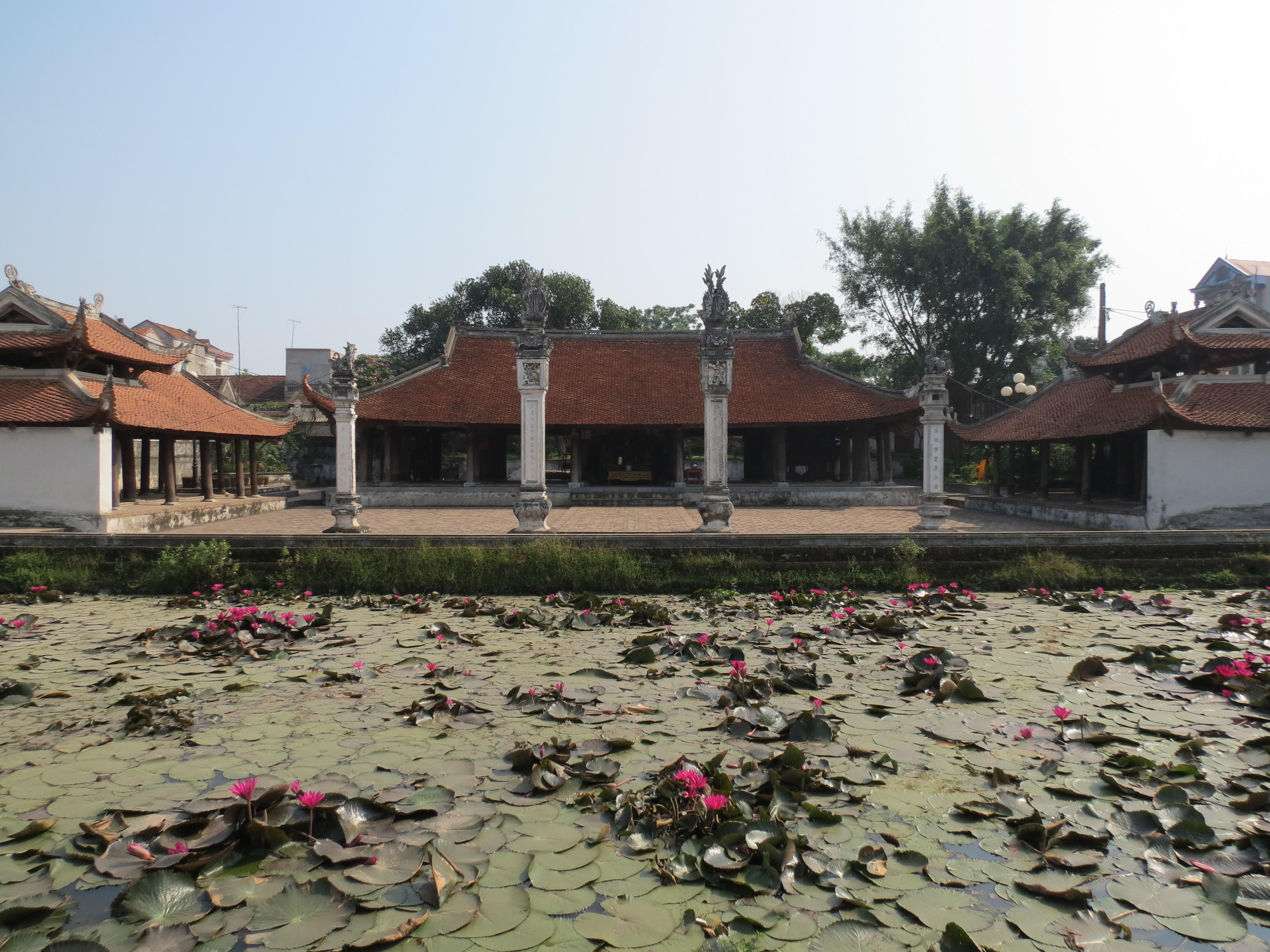
Đình Tây Đằng (ngày nay thuộc huyện Ba Vì, thành phố Hà Nội) có niên đại khởi dựng vào thời Mạc. Trong kiến trúc tâm linh của người Việt Nam, nhiều nhà nghiên cứu có chung nhận định rằng ngôi đình làng có khả năng xuất hiện sớm nhất vào thời Lê sơ (thế kỷ XV) để rồi thực sự định hình trong thời Mạc (thế kỷ XVI).
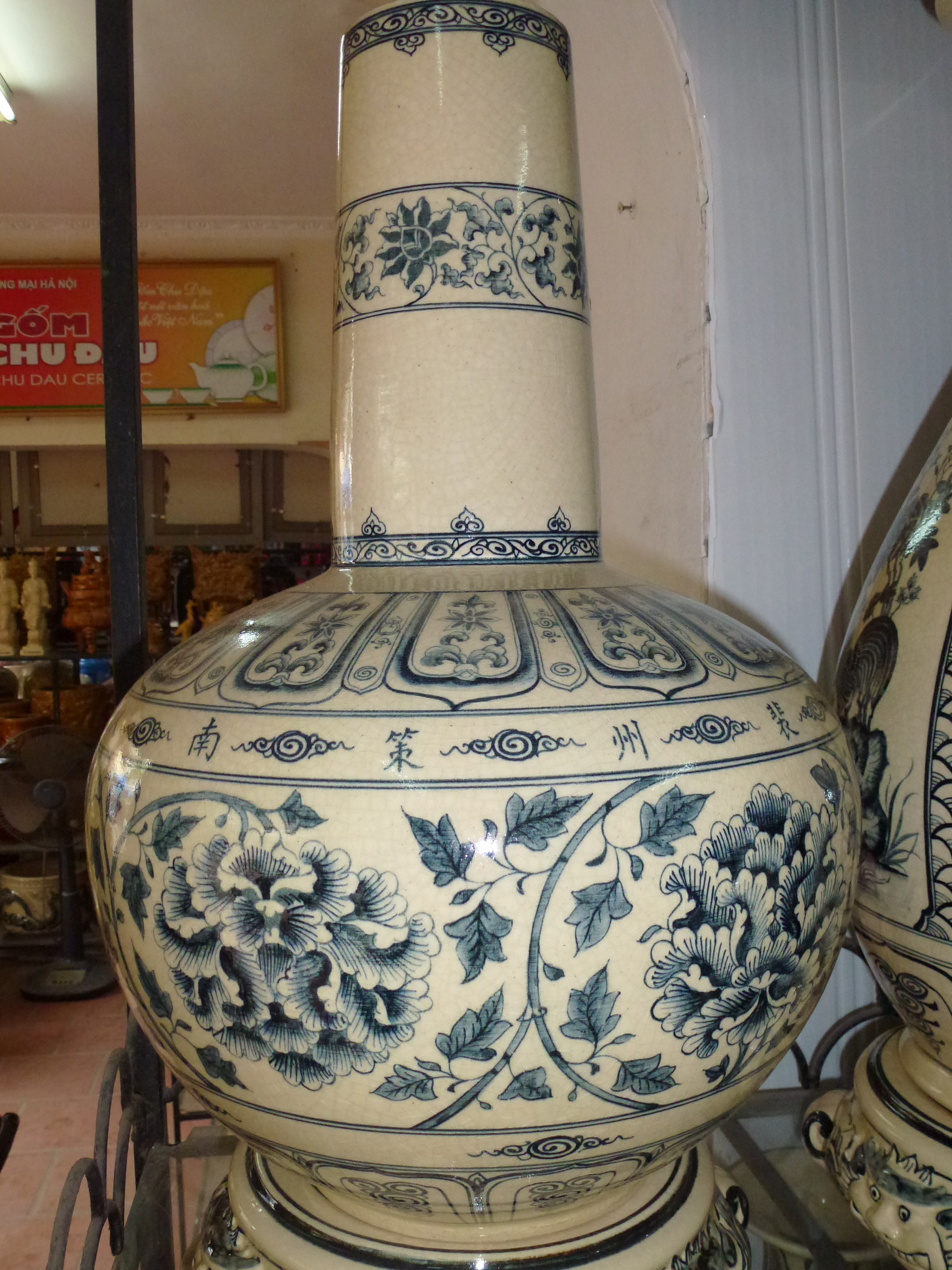
Bình gốm Chu Đậu. Hai gia tộc nghệ nhân gốm Chu Đậu họ Bùi và họ Đặng ở xứ Đông (hay trấn Hải Đông) là thuộc số những dòng họ tạo tác gốm sứ danh tiếng nhất trong thời kỳ Lê–Mạc.
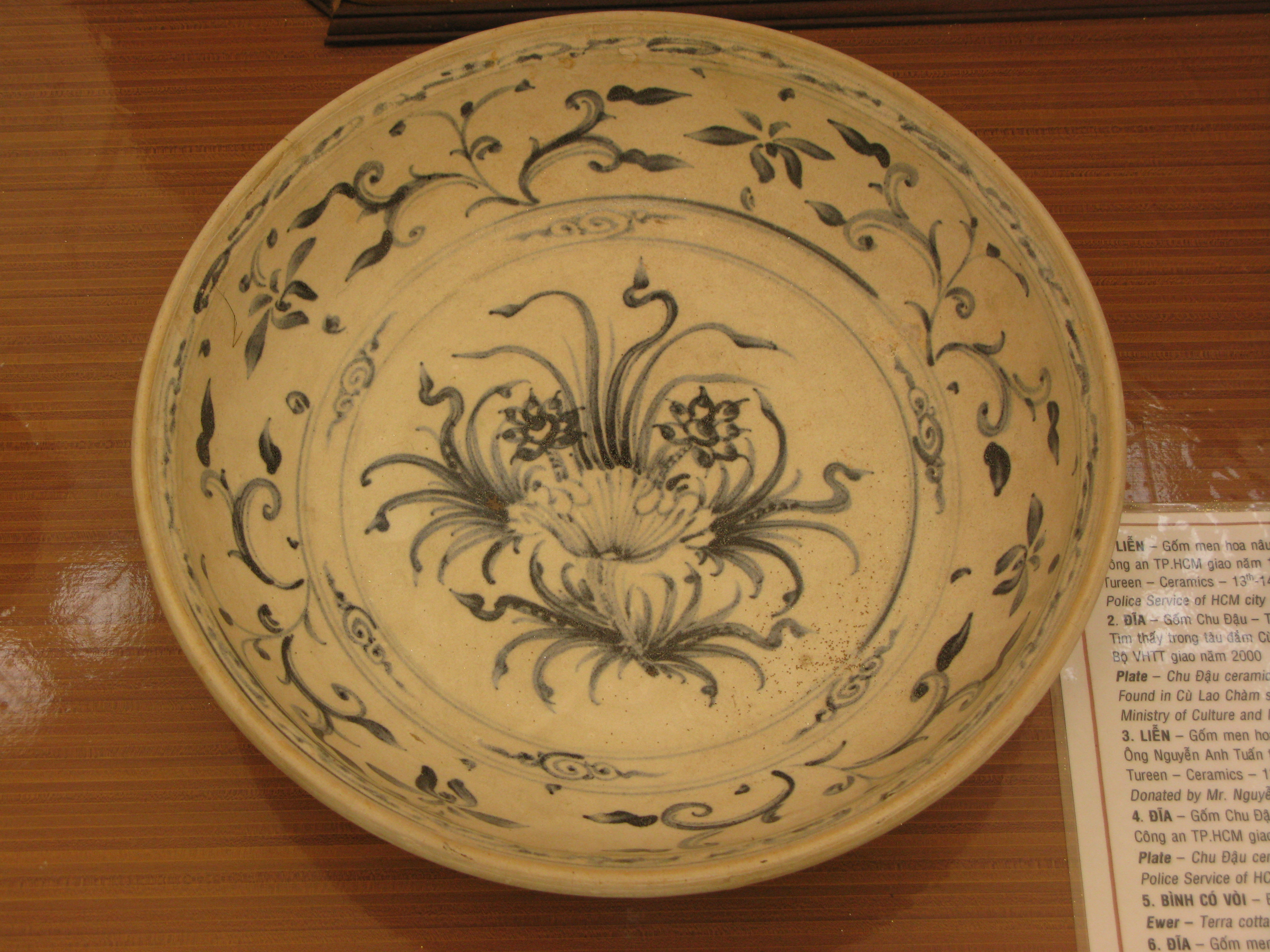
Đĩa sứ Chu Đậu
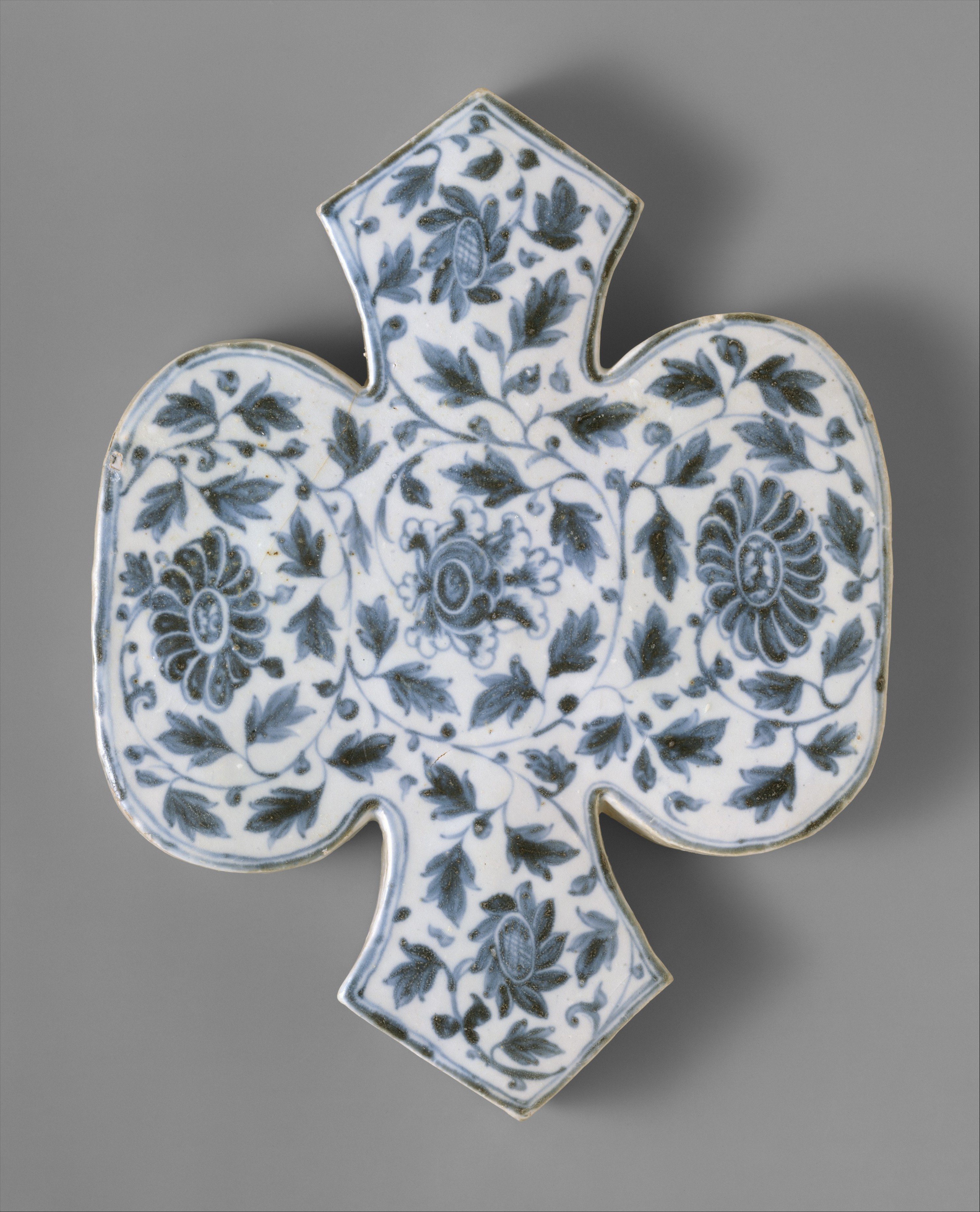
Đĩa sứ Chu Đậu ở Sumatra, Indonesia
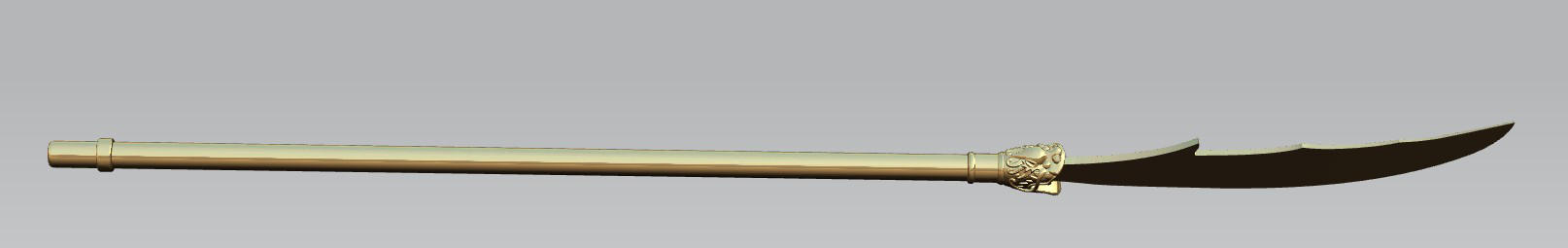
Hình ảnh đồ họa phỏng dựng dựa theo nguyên bản thanh Định Nam đao của Mạc Đăng Dung (Mạc Thái Tổ), hiện đang được lưu thờ ở Khu tưởng niệm Vương triều Mạc, Hải Phòng.